# Jean-Jacques Bachelier
Jean-Jacques Bachelier, född 1724 i Paris, död 13 april 1806 i samma stad, var en fransk konstnär och direktör för porslinfabriken i Sèvres.
Han inskrevs vid Académie Royale de Peinture et de Sculpture år 1752. Han grundade på egen kraft en konstskola år 1765 som numera ej existerar.